# Avenue du Général Leclerc
Koordinaten: 48° 50′ N, 2° 20′ O
Die Avenue du Général Leclerc ist eine 1.235 Meter lange und 34 Meter breite Straße und eine der Hauptverkehrsadern im 14. Arrondissement von Paris. Sie beginnt an der Place Denfert-Rochereau und endet an den Boulevards Brune und Jourdan. Ihre „Fortsetzung“ in nördlicher Richtung ist die Avenue Denfert-Rochereau und in südlicher Richtung die Avenue de la Porte d’Orléans.

## Lage und Verkehrsanbindung
Mit Ausnahme ihres Anfangs, wo sie zwischen der Place Denfert-Rochereau und der Rue Daguerre auf ihrer Westseite Montparnasse streift, gehört die Straße ansonsten ausschließlich zum Quartier Petit-Montrouge, in dessen geografischer Mitte sie von Norden nach Süden als doppelspurische Straße verläuft.
Unterhalb der Straße verkehrt die Linie 4 der Pariser Métro, die hier vier Stationen unterhält. Dies sind von Nord nach Süd: Denfert-Rochereau, Mouton-Duvernet, Alésia und Porte d’Orléans, zugleich die Endstation der Tramway d'Île-de-France  3a. Außerdem verkehren hier die Buslinien  RATP 28, 38, 62, N14, N21, N122.

## Namensursprung

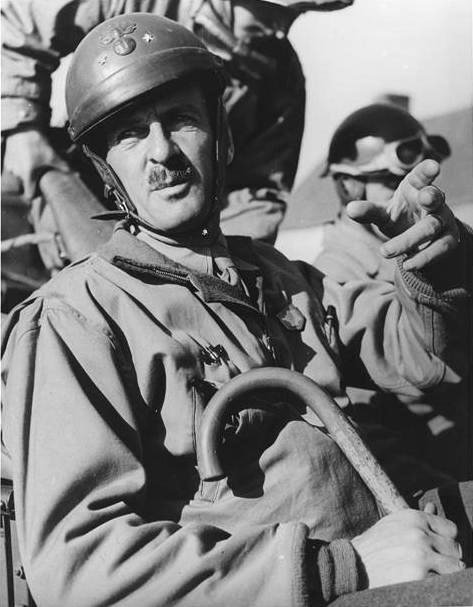
Philippe Leclerc de Hautecloque

Der Name dieser Avenue ist eine Ehrbezeugung an Philippe Leclerc de Hauteclocque (22. November 1902 – 28. November 1947), Generalkommandant der 2. Panzerdivision. Er hatte diese Arterie bei seinem Einmarsch in die Hauptstadt am 25. August 1944, von der Porte d’Orléans kommend und dann in Richtung Bahnhof Montparnasse genommen; der Bahnhof wurde dann zu seinem Kommandostand gewählt.

## Geschichte
Der älteste bekannte Name der Straße ist Chemin de Montrouge. Später hieß sie Grand Chemin du Bourg-la-Reine und anschließend Avenue d’Orléans, bevor sie 1948 ihren heutigen Namen zu Ehren des Generalmajors Jacques-Philippe Leclerc de Hauteclocque (1902–1947) erhielt, der mit seinen Truppen Paris am 25. August 1944 von der Besatzung durch die Wehrmacht befreite.
Die Straße existierte demnach bereits 1730, als ein Kartograph namens Roussel erstmals eine Karte der Stadt Paris und Umgebung erstellte, die heute als Plan de Roussel bekannt ist. Sie ist sehr alt, denn sie war als Via Turonensis (auch Voie de Tours, deutsch Weg nach Tours) Teil des Jakobswegs. Lange Zeit war sie ein Teilabschnitt auf dem Gebiet von Montrouge der N 20, die Paris mit Orléans (und weiterführend zur Grenze zwischen Frankreich und Spanien) unter dem Namen «Route d’Orléans» verband. Als Folge der Ausdehnung von Paris und der Annexion von Petit-Montrouge (ein Teil von Montrouge) wurde sie 1860 in das Pariser Straßennetz eingegliedert und per Dekret vom 23. Mai 1863 zur «Avenue d’Orléans».
Die Avenue d’Orléans wird am 10. Februar 1948 zur Avenue du Général Leclerc (Philippe Leclerc de Hautecloque starb bei einem Unfall einige Monate vorher.). Die Feierlichkeiten zur Umbenennung fanden aber erst an dem symbolträchtigen Datum 18. Juni 1949.

## Sehenswürdigkeiten

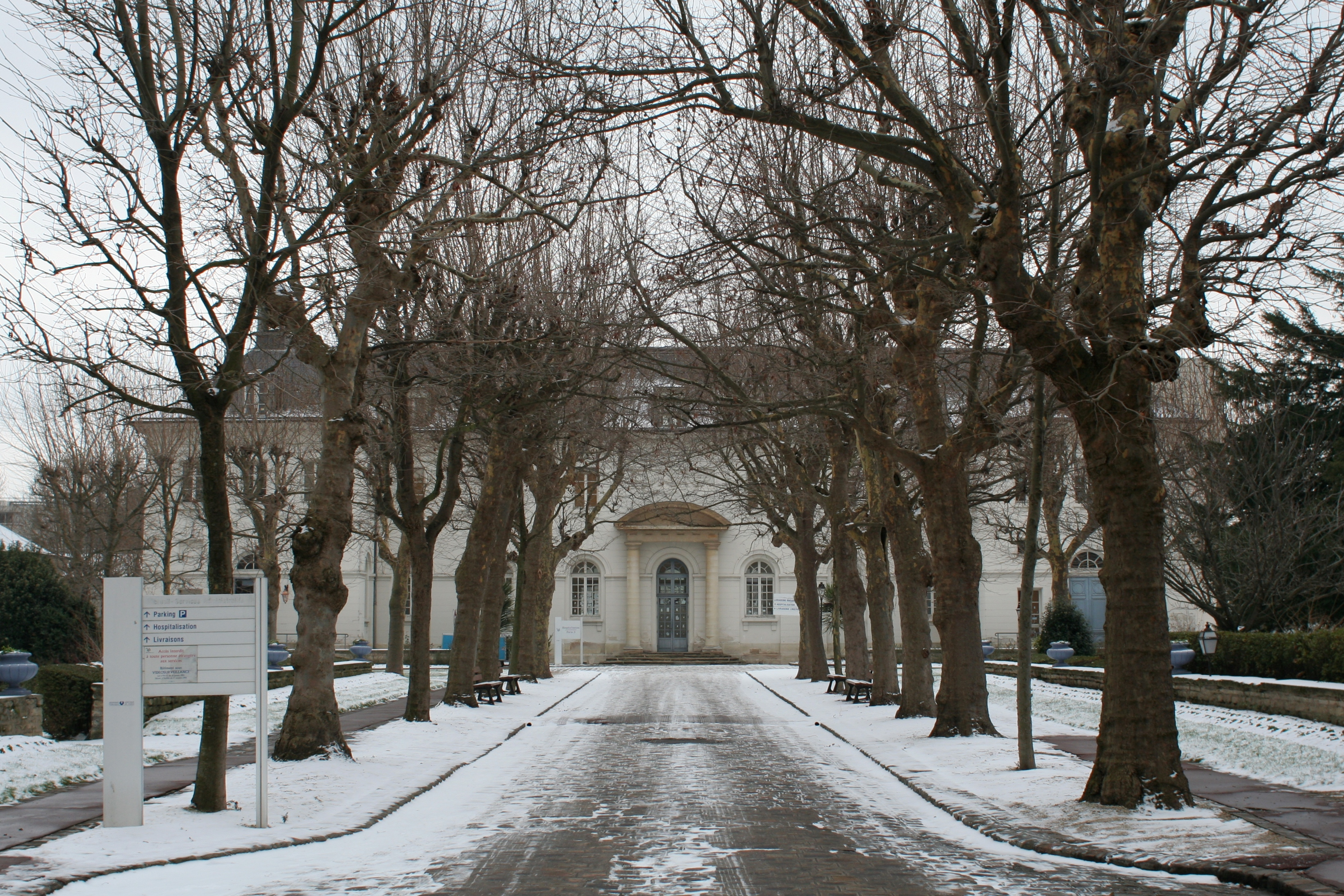
Hôpital La Rochefoucauld

- Nr. 5: Café du Lion: Sitz eines Schachclubs, der im 20. Jahrhundert auch von Lenin frequentiert wurde. Ironie der Geschichte: Das Lokal wurde damals auch von den Bolschewiki als Versammlungsort gewählt und ist heute ein McDonald’s.
- Nr. 15: beherbergt das 1781 fertiggestellte Hôpital La Rochefoucauld, das zu den Kulturdenkmälern des 14. Arrondissements gehört.
- Nr. 16: Villa Daguerre: typisch mit seinen grünen Pavillons in einer engen Gasse, die in der Rue Boulard enden.
- Nr. 26–28: befand sich der Moulin d’Amour, dessen Geschichte bis ins 12. Jahrhundert zurückreichte. Die Mühle wurde erstmals 1191 errichtet und brannte insgesamt dreimal ab: erstmals wurde sie 1360 von englischen Besatzern niedergebrannt, ein zweites Mal exakt 200 Jahre später (1560) durch die kaiserlichen Truppen und zum dritten Mal 1593 im Auftrag Heinrich IV. Endgültig zerstört wurde sie während des Ersten Weltkriegs.[1]
- Nr. 82: befindet sich ein Eingang zu der zwischen 1863 und 1872 errichteten Pfarrkirche St-Pierre de Montrouge
- Nr. 104: Die erste Boutique von Sonia Rykiel
- Nr. 124–126: Gare de Montrouge-Ceinture der ehemaligen Linie Chemin de Fer de Petite Ceinture
- Nr. 129: Hier lebte der Dichter Jean Moréas (1856–1910) von 1907 bis zu seinem Tod im Jahr 1910.[1]

## Sonstiges
Der französische Schriftsteller Henri Calet (1904–1956) pries die Straße in seiner Schrift Le Tout sur le Tout (1948) als „unsere Halle in den offenen Himmel, unseren großen Boulevard, unsere Champs-Élysées, unseren Broadway.“